# Adams Lake
Adams Lake är en sjö i Kanada.   Den ligger i provinsen British Columbia, i den södra delen av landet, 3 300 km väster om huvudstaden Ottawa. Adams Lake ligger 404 meter över havet. Arean är 132 kvadratkilometer. Den sträcker sig 53,1 kilometer i nord-sydlig riktning, och 25,5 kilometer i öst-västlig riktning.
Trakten runt Adams Lake är nära nog obefolkad, med mindre än två invånare per kvadratkilometer.